# جنرال الکتریک جی۸۵
جنرال الکتریک جی۸۵ (به انگلیسی: General Electric J85) یک موتور هواگرد ساختِ کارخانهٔ جی‌ئی اوییشن در کشور ایالات متحده آمریکا است.